# Клонус
Клонус (від грец. κλόνος — «жорсткі, сплутані рухи») являє собою серію мимовільних, ритмічних, м'язових скорочень і розслаблень. Клонус — симптом багатьох нервових хвороб, особливо пов'язаних з ураженнями верхнього мотонейрона за участю низхідних моторних шляхів, які у багатьох випадках супроводжуються спастичністю.
На відміну від дрібних спонтанних посмикувань, відомих як фасцикуляції (які, як правило, спричинює патологія нижніх рухових нейронів), клонічні посмикування м'язів — більші рухи, зазвичай ініціюються рефлексом. Дослідження показали, що частота м'язових скорочень при клонусі, в середньому, — в діапазоні від трьох до восьми Гц й тривалість серій цих скорочень від декількох секунд до декількох хвилин, залежно від стану пацієнта.

## Клінічні ознаки
Клонус найчастіше зустрічається в ділянці гомілковостопного суглоба, в котрому чергуються тильне й підошовне згинання (рухи стопи вгору і вниз). деякі тематичні дослідження виявили, клонус пальця, носка й навіть латеральний рух (вбік, назовні) в гомілковостопному суглобі (замість типового руху вгору/вниз).
Відзначають клонус:
- Гомілки (медіальної частини литкового м'яза[2], триголового м'яза гомілки)[2][3]
- Надколінника (колінної чашечки)
- Біцепса плеча[3]

## Причина
Посмикування м'язів зазвичай спостерігаються у людей з інсультом, розсіяним склерозом, пошкодженням спинного мозку та печінковою енцефалопатією. Клонус також з'являється після прийому сильнодіючих серотонінергічних препаратів.

## Механізм

### Гіперактивні стретч-рефлекси
Існує теорія самозапуску гіперактивних стретч-рефлексів (рефлекторне скорочення у відповідь на розтягнення), які запускають цикл повторних скорочень в ураженому м'язі, і створюють коливальні рухи в ураженій кінцівці. Для існування таких циклічних самозапусків необхідно як збільшення збудливості рухового нейрона так і затримка сигналу в нерві . Збільшення збудливості рухового нейрона, швидше за все, відбувається внаслідок порушення гальмування нейронних мереж в результаті уражень ЦНС при (інсульті головного/ спинного мозку або травмі). Ця недостатність гальмування призводить до збудженого стану нейронної мережі. Затримка сигналу присутня через сповільнення нервової провідності. Довгі затримки відбуваються в першу чергу в довгих рефлекторних шляхи — дистальних суглобах і м'язах. Це може пояснити, чому посмикування м'язів зазвичай зустрічаються в таких дистальних структурах як гомілковостопний суглоб. Як виявилося, частота клонуса прямо пропорційна довжині даної рефлекторної дуги.

### Центральний осцилятор
Інша теорія пояснює клонус наявністю «центрального осцилятора», який вмикається периферичною подією й далі продовжує ритмічно збуджувати мотонейрони; тому й продукує клонус.
Ці два можливих механізми виникнення клонусу дуже різні й досі дискутабельні. Деякі дослідники говорять про можливість співіснування обох механізмів. Так, наприклад, вважається, що шляхи гіперактивних стретч-рефлексів можуть бути стимульовані першими, і через це викликає зниження порогу потенціалу дії синаптичного струму. Це призводить до підвищення збудливості рухового нейрона, нервові імпульси більш активно підхоплюються, й таким чином вмикається цей «центральний осцилятор». Дана теорія досі вивчається.

### Клонус і спастичність
Клонус співіснує зі спастичністю в багатьох випадках інсульту і травм  спинного мозку, ймовірно, через їхнє спільне фізіологічне походження. деякі дослідники вважають клонус просто збільшеним варіантом спастичності. Проте, хоча вони часто тісно пов'язані, клонус не обов'язково відзначається у всіх пацієнтів зі спастичністю. скорочення, як правило, не присутнє при спастичності у пацієнтів зі значним підвищенням м'язового тонусу, Через те, що м'язи постійно активні, не відбувається їхнє задіяння в циклічний клонічний on/off-процес (вмикання/вимикання). 
Клонус виникає через збудження рухових нейронів (зниження порогу потенціалу дії) і є загальним у м'язах з довгими рефлекторними шляхами, які знаходяться в дистальних м'язових групах. Він часто спостерігається в області гомілковостопного суглоба, але може існувати і в інших дистальних ділянках.

## Діагноз
Клонус гомілковостопного суглобу перевіряється швидким тильним згинанням стопи (вгору), що викликає розтягнення в литковому м'язі. Це розтягнення спричиняє ритмічне «биття» стопи, однак лише стійка їх серія (5 ударів або більше) вважається клонусом. Клонус можна також перевірити на коліні, швидко штовхаючи надколінника (колінну чашечку), донизу — у бік стопи.